# Андрусенко, Вячеслав Дмитриевич
Вячеслав Дмитриевич Андрусенко (род. 14 мая 1992 года) — российский пловец, заслуженный мастер спорта России.

## Биография
Родился 14 мая 1992 года в Санкт-Петербурге.
С раннего детства начал заниматься плаванием. Участвовал в различных детских и юношеских первенствах и турнирах.

## Карьера
Тренировался в Санкт-Петербурге у В.А. Кузнецова  и С.М. Сидоровой.
На юношеском чемпионате России 2008 года был бронзовым призёром на дистанции 100 метров вольным стилем, двукратным серебряным призёром — в комплексном плавании на дистанциях 200 и 400 метров.
На юниорском чемпионате России 2009 года стал чемпионом в эстафете 4×100 метров вольным стилем в составе команды Санкт-Петербурга (Смекалов Степан, Левяков Никита, Андрусенко Вячеслав, Удалов Иван). Там же был победителем на дистанциях 100 и 200 метров вольным стилем в личном зачёте.
В сентябре 2010 года перешёл к заслуженному тренеру России Тарасову Сергею Юрьевичу.
16 марта 2012 года был удостоен спортивного звания «мастер спорта России международного класса».
Бронзовый призёр чемпионата Европы 2012 года в эстафете 4х100 метров вольным стилем.
Чемпион России 2012 года на дистанции 200 метров вольным стилем и на той же дистанции — комплексом.
Бронзовый призёр чемпионата мира по плаванию на короткой воде 2014 года в эстафете 4х200 метров вольным стилем.
В 2014 году вступил в ряды национальной гвардии России и сообщество Динамо.
Бронзовый призёр чемпионата Европы по плаванию на короткой воде 2015 года в плавании вольным стилем на дистанции 200 метров.
Участвовал в предварительных заплывах в эстафетах: на чемпионате Европы по плаванию на короткой воде 2013 года в Хернинге, на чемпионате Европы 2014 года в Берлине, где российская команда в итоге выиграла золото и серебро соответственно.
Приказом № 111-нг от 5 августа 2015 г. Вячеславу Дмитриевичу Андрусенко присвоено почётное звание заслуженный мастер спорта России.
Финалист Олимпийских игр 2016 года в эстафете 4×200 м вольным стилем.
Бронзовый призёр Универсиады 2017 года в эстафете 4×200 м вольным стилем.
В сентябре 2017 года женился на российской пловчихе Веронике Поповой.
На чемпионате Европы 2018 года завоевал две серебряные медали.

## Образование
По состоянию на 28 августа 2017 года был студентом Дальневосточного федерального университета.